# Hurd Hatfield
Pour les articles homonymes, voir Hatfield.
William Rukard Hurd Hatfield (7 décembre 1917 - 26 décembre 1998) est un acteur américain. Il est principalement connu pour avoir tenu le rôle de Dorian Gray dans Le Portrait de Dorian Gray.

## Filmographie

### Cinéma
- 1944 : Les Fils du dragon (Dragon Seed), de Jack Conway et de Harold S. Bucquet : Lao San Tan
- 1945 : Le Portrait de Dorian Gray (The Picture of Dorian Gray) : Dorian Gray
- 1946 : Le Journal d'une femme de chambre (The Diary of a Chambermaid) : Georges Lanlaire
- 1947 : Le crime était presque parfait (The Unsuspected) : Oliver Keane
- 1947 : Au carrefour du siècle (The Beginning or the End) : Dr John Wyatt
- 1948 : Jeanne d'Arc (Joan of Arc) : Père Pasquerel
- 1948 : The Checkered Coat : Steve 'Creepy' Bolin
- 1949 : Chinatown at Midnight : Clifford Ward
- 1950 : Tarzan et la Belle Esclave : Prince des Lioniens
- 1950 : Destination Murder : Stretch Norton
- 1958 : Le Gaucher (The Left Handed Gun) : Moultrie
- 1961 : Le Cid (El Cid) : Arias
- 1961 : Le Roi des rois (King of Kings) : Pons Pilate
- 1962 : Héroes de blanco (es)
- 1965 : The Double-Barrelled Detective Story : Père
- 1965 : Mickey One : Castle
- 1965 : Harlow : Paul Bern
- 1968 : L'Étrangleur de Boston (The Boston Strangler) de Richard Fleischer : Terence Huntley
- 1971 : Le Baron rouge : Anthony Fokker
- 1985 : Le Roi David (King David) : Ahimelech
- 1985 : Waiting to Act : Morey Liebowitz
- 1986 : Crimes du cœur (Crimes of the Heart) : Vieux grand-papa
- 1989 : Son alibi (Her alibi) : Troppa

### Télévision
- 1991 : Trouble Jeu (en) : Gil Selwyn
- 1984-1989 : Arabesque
- 1987 : Histoires fantastiques - Gershwin's Trunk : Logan Webb
- 1986 : Hôpital central : Pilgrim
- 1986 : L'Homme qui tombe à pic - Lady in Green : Grant Coleman
- 1986 : K 2000 - Deadly Knightshade : Ariel Marsden
- 1981 : The Manions of America (en) : Agent britannique
- 1979 : You Can't Go Home Again (en) : Foxhall Edwards
- 1978 : The Word : Cedric Plummer
- 1976 : Kojak - A Hair-Trigger Away : Don Luiz Cabrillo
- 1973 : La Voix du vampire (The Norliss Tapes)
- 1972 : Search - The Gold Machine : Chen Kuo
- 1972 : Bonanza - A Place to Hide : Major Donahue
- 1972 : Sur la piste du crime - The Hunters
- 1972 : Between Time and Timbuktu (en) : Dr Hoenikker
- 1971 : Thief : Herman Gray
- 1971 : Montserrat
- 1966 : Lamp at Midnight (en) : Sagredo Niccolini
- 1966 et 1968 : Les Mystères de l'Ouest (The Wild Wild West), de Michael Garrison (série TV)
  - La Nuit de la Maison hantée (The Night of the Man-Eating House), saison 2 épisode 12, de Alan Crosland Jr. (1966) : Liston Lawrence Day
  - La Nuit du Mort-vivant (The Night of the Undead), saison 3 épisode 21, de Marvin J. Chomsky (1968) : Dr. Articulus
- 1966 : Ten Blocks on the Camino Real : Jacques Casanova
- 1963-1966 : Hallmark Hall of Fame (en)
- 1966 : Look Up and Live - The Idiot : Narrateur
- 1964 : Voyage au fond des mers - The City Beneath the Sea : Leopold Zeraff
- 1963 : Bob Hope Presents the Chrysler Theatre (en) - One Day in the Life of Ivan Denisovich : Tsezar
- 1963 : The Invincible Mr. Disraeli : Lionel Rothschild
- 1960 : Play of the Week - Don Juan in Hell : Don Juan
- 1957-1959 : The DuPont Show of the Month
- 1959 : Oldsmobile Music Theatre - Too Bad About Sheila Troy
- 1959 : Lux Playhouse - Various Temptations : Ron Abbott
- 1959-1958 : Climax! : Morini
- 1958 : Playhouse 90 - The Last Man : Ivers
- 1955-1957 : Armstrong Circle Theatre
- 1956 : Alfred Hitchcock présente
- 1956 : The Millionaire (en) - The Eric Vincent Story : Jack Miner
- 1955 : Appointment with Adventure - Relative Stranger
- 1955 : Kraft Television Theatre - The King's Bounty : Lord Overbury
- 1955 : You Are There (en) - The Hatfield-McCoy Feud
- 1954 : Robert Montgomery Presents
- 1954 : Kraft Television Theatre - The Man Who Made the Kaiser Laugh
- 1952-1954 : Studio One
- 1954 : Suspense - The Pistol Shot
- 1953 : The Philip Morris Playhouse - Beautiful World
- 1953 : Broadway Television Theatre
- 1951 : Lux Video Theatre (en) - Stolen Years : Dobbins
- 1951 : Lights Out - The Masque of the Red Death
- 1950-51 : Hollywood Screen Test
- 1950 : Masterpiece Playhouse
- 1949 : Mademoiselle Fifi